# 林以諾
林以諾牧師（英語：Enoch Lam Yee-lok，1961年—），香港阡陌社區浸信會前主任牧師暨飛躍網絡國際義務執行董事，為香港著名基督新教福音派佈道者之一，同時亦為商業電台雷霆881《靜默的革命》、《大龍鳳》節目主持及多個講座講者。

## 簡歷
林以諾中學畢業後曾任職食品營業代表，亦曾任保險從業員3年，其後到新加坡攻讀神學，1年後回港繼續學業。
2000年，林以諾首次以棟篤笑形式舉行佈道會，曾因稱呼耶穌做『穌哥』，被基督教保守派人士批評；2003年開始在香港及世界各地舉辦過多個大型佈道會，是少有以棟篤笑方式開佈道會的華人牧師。其佈道會常於舉辦演唱會，可容納1萬人的香港體育館舉行，亦有香港藝人加入演出。
2007年11月23日，林以諾與倪匡、施永青首次舉辦座談會《「以諾檔案」之「老子．耶穌．衛斯理」》講座，於香港會議展覽中心舉行，近3,000人出席。2009年1月15及16日中再次於伊利沙伯體育館舉辦《以諾檔案之老子．耶穌．衛斯理 第二回合》。
林以諾於2004年7月擔任世界浸信會聯會第14屆世界青年大會講員；2006年7月則擔任第7屆世界華人福音會議佈道宣講者工作坊講員之一。2008年9月1日，創辦Upwill網站(已結束)。網站的名字Upwill來自尋求從上（up）而來的旨意（will），不斷自我修正，塑造成可讓上帝可圈可點的人生。
林以諾亦有出版多本驅鬼及靈異書籍，著有《異靈靈錄》、《牧師 3.0》、《遇見天天微笑的自己》、《遇見好出色的男人》等。另除了書面媒體外，林以諾亦有製作DVD佈道，包括《忠奸道》系列、《Yeah Show》、《林以諾牧師培靈會》系列等。
2009年開始主持"以諾遊蹤" 節目, 並於香港無線電視 J2 台,無線電視高清翡翠台及翡翠台播放。
林以諾於1989年結婚，其妻子同於阡陌社區浸信會事奉、二人育有一名女兒。
2010年於美國柏祺大學取得城市宣教學博士。
2017年5月1日宣佈在阡陌社區浸信會提早退休。他指因過去工作壓力大，導致出現失眠及患上驚恐症。
2022年創立香港首間元宇宙教會MeChurch。

## 爭議言論
2012年初，他在自己教會講道中，發表其教會不支持同志平權的立場，引起香港支持同志平權的民眾不滿之餘，亦令不少支持同性戀者的基督教徒反感。該段片段早於2012年3月上載至 YouTube，相信是教友之間傳閱，故一直未被大眾察覺，直至藝人周柏豪在facebook分享該短片連結，再經藝人何韻詩轉載後，片段始在網絡上瘋傳，YouTube的點擊次數已超過25,000次。同時，傳媒亦於娛樂版廣泛報導，並把其講道片段寫成是佈道會信息內容，同時以娛樂新聞手法報導一眾支持同性戀者的藝人排擠林以諾牧師，並說林以諾牧師因此道歉，引起社會一陣極大的迴響。
其後，林以諾牧師於自己的機構發表聲明，並邀請基督教傳媒召開聲明會議，重申基督教傳統教義及聖經教導是不支持同性戀立場，而其教會亦以此立場為根基，並澄清其道歉是因為他的教會講道被傳媒扭曲成佈道會福音信息，而令某部份藝人產生誤會，同時其講道是指明其教會雖然不支持同性戀行為，但並非歧視同性戀者，教會仍然為任何人而開，他亦教導其會友應一視同仁，以基督的愛包容及接納。
不過，他在個人Facebook上稱「一份報紙高舉為爭取公義，實質以分化社會來尋求賣紙，還值得人尊重嗎？」林以諾其後又留言，批評是有「不信主的傳媒」借機挑撥，才會破壞教會合一，令不同牧師有不同意見。

## Yeah Show大型佈道會
| 年份   | 內容                     | 嘉賓                                                                |
| 2005年 | 《吾男吾女》             | 羅敏莊、黃毓民、鄧萃雯、蘇施黃、高皓正 彭家麗、GMW、Eternity、Psalm |
| 2006年 | 《異靈．靈錄》           | 溫兆倫、蘇施黃、黃成智伉儷、陳少寶、偉才、詠文                      |
| 2007年 | 《你愛知．吾愛知》       | 森美、蘇施黃、李亞男、原子鏸                                        |
| 2008年 | 《吾生‧吾死》            | 王祖藍、溫裕紅、蘇施黃                                              |
| 2009年 | 《世界變》               | 森美，雷普康、關心妍                                                |
| 2010年 | 《好誘心》               | 陳志雲、馬時亨、關心妍、巫啟賢、陳志雲                              |
| 2011年 | 《人都癲》               | 裕美、巫啟賢                                                        |
| 2012年 | 《冇.有.怕》             | 陳志雲、葉望風、陳美詩                                              |
| 2013年 | 《不知所謂！不知所為？》 | 陳志雲、馬浚偉、關心妍、李璧琦                                      |
| 2014年 | 《好腦定 (加拿大版)》    | 巫啟賢、毛舜筠、森美                                                |
| 2015年 | 《服咗你》               | 陳友、陳志雲、陳明恩、森美                                          |
| 2016年 | 《乜都係假》             | 陳友、陳志雲、關心妍、陳明恩、彭嘉麗、鄭敬基、馬穎章                |

## 電視節目主持
2009年起，林以諾與多名藝人先後到土耳其、希臘、意大利、西班牙及以色列拍攝多輯宗教旅遊節目《以諾遊蹤》，並於J2及高清翡翠台播放。他亦參與無綫電視節目《霎時感動》及《大凶兆》。曾于亞洲電視主持《下一站諾富》。

### 無線電視
| 年份            | 節目             |
| 2009年 – 2013年 | 《以諾遊蹤》系列 |
| 2010年          | 《以時相聚》     |

### 亞洲電視
| 年份   | 節目           |
| 2015年 | 《下一站諾富》 |

### 香港電台 電視 31 台
| 年份        | 節目         |
| 2021年 至今 | 《大師對談》 |

## 電台節目主持
林以諾曾為商業電台雷霆881《靜默的革命》、《大龍鳳》擔任節目主持。《靜默的革命》是星期日晚間的清談節目，邀請基督徒名人嘉賓參與節目。

### 商業一台雷霆881
| 年份             | 節目           |
| 2013 年 – 2016年 | 《靜默的革命》 |

### 香港電台第一台
| 年份        | 節目         |
| 2021年 至今 | 《講東講西》 |

## 網上節目
| 年份        | 節目                     |
| 2020年 至今 | 《以諾 Music Talk Show》 |

## 電影
| 年份   | 片名               | 角色  |
| 1999年 | 《生命揸fit人》    | 趙Sir |
| 2001年 | 《當生命遇上生命》 | 牧師  |
| 2011年 | 《桃姐》           | 客串  |
| 2018年 | 《某月某日》       | 客串  |
| 2021年 | 《等一個擁抱》     | 客串  |

## 音樂劇
| 年份 | 節目               |
| 2019 | 《我們的青春日誌》 |

## 著作
| 年份   | 著作                                 | 出版社     |
| 2008年 | 《牧師3.0 ─ 林以諾牧師非常公私檔案》 | 文化會社   |
| 2009年 | 《遇見天天微笑的自己》               | 天窗出版社 |
| 2009年 | 《遇見好出色的男人》                 | 天窗出版社 |
| 2010年 | 《異靈勿擾1 ─ 林以諾牧師驅鬼實錄》   | 亮光文化   |
| 2015年 | 《轉角遇到奇蹟》                     | 皇冠出版社 |
| 2016年 | 《再見‧再遇見》                      | 皇冠出版社 |

## 以諾遊蹤系列
| 年份   | 內容                    |
| 2009年 | 《土耳其七教會之旅》    |
| 2010年 | 《希臘保羅疾風之旅》    |
| 2010年 | 《保羅勇闖高峰之旅》    |
| 2011年 | 《以色列 穌哥行傳》     |
| 2011年 | 《德國‧改革與轉化之旅》 |
| 2012年 | 《南洋‧赤道朝陽》       |
| 2012年 | 《日本‧沃土再生》       |
| 2013年 | 《關西·歲月的洗禮》     |

## Yeah Show系列
| 年份   | 內容                     |
| 2005年 | 《吾男吾女》             |
| 2006年 | 《異靈．靈錄》           |
| 2007年 | 《你愛知．吾愛知》       |
| 2008年 | 《吾生‧吾死》            |
| 2009年 | 《世界變》               |
| 2010年 | 《好誘心》               |
| 2011年 | 《人都癲》               |
| 2012年 | 《冇.有.怕》             |
| 2013年 | 《不知所謂！不知所為？》 |
| 2014年 | 《好腦定 (加拿大版)》    |
| 2015年 | 《服咗你》               |

## 其他系列
| 年份   | 內容                                             |
| 2012年 | 《中國基督徒30年》                               |
| 2007年 | 《忠奸道 (職場系列：第一至十輯) 》               |
| 2009年 | 《以諾檔案系列 (信仰系列：老子、耶穌、衛斯理) 》 |

## 曾受邀到以下機構演講
- 保險：友邦保險控股有限公司、香港人壽保險經理協會、香港人壽保險從業員協會、AXA 安盛法國巴黎的跨國保險公司
- 金融：宏利金融股份有限公司
- 工商分會：廣州工商分會、深圳工商分會
- 院校：香港大學、香港中文大學、香港科技大學

## 資料來源
1. 1 2  在天堂遇見的茂利　林以諾牧師 忽然一周，2009年2月20日
2. ↑  施永青、林以諾和倪匡笑談人生哲學 「老子．耶穌．衛斯理」講座吸引三千人出席 （页面存档备份，存于） 基督日報 (香港) 2007年11月28日
3. ↑  .   [2017-10-15]. （原始内容存档于2018-08-14）.
4. ↑  .   [2017-10-15]. （原始内容存档于2017-10-15）.
5. ↑  香港首創元宇宙教會 林以諾稱信仰觀重於科技[]
6. ↑  不滿將同性戀等同吸毒 群星圍插林以諾 （页面存档备份，存于） 2012-06-14 蘋果日報
7. ↑  .   [2012-10-19]. （原始内容存档于2015-05-30）.
8. ↑  撐曲解聖經牧師　指傳媒挑撥 追求假和諧　林以諾反佔中 （页面存档备份，存于） 2013-04-19 蘋果日報

## 外部連結
- 林以諾的Facebook專頁